# Župnija Zapoge
Župnija Zapoge je rimskokatoliška teritorialna župnija dekanije Ljubljana - Šentvid nadškofije Ljubljana.